# Ээрбекский сумон
Ээрбекский сумон — административно-территориальная единица (сумон) и муниципальное образование со статусом сельского поселения в Кызылском кожууне Тывы Российской Федерации.
Административный центр и единственный населённый пункт сумона — село Ээрбек.

## Население
| 2017 | 2018  |
| ---- | ----- |
| 1205 | ↗1231 |